# Hémiprocné longipenne
Hemiprocne longipennis
Espèce
Synonymes
- Hirundo longipennis Rafinesque, 1802
(protonyme)

Statut de conservation UICN

 LC  : Préoccupation mineure
L'Hémiprocné longipenne (Hemiprocne longipennis) ou Martinet huppé de Java, est une espèce d'oiseaux de la famille des Hemiprocnidae.

## Description
Le martinet arboricole huppé mesure jusqu'à 23 cm. Il a de longues ailes en faux et une queue très fourchue. Il se distingue à sa huppe dressée sur son front.

## Répartition et sous-espèces
Selon la classification de référence du Congrès ornithologique international (15.1, 2025) il se répartit en quatre sous-espèces (ordre phylogénique) :
- H. l. harterti Stresemann, 1913 — collines Tenasserim, péninsule Malaise, Sumatra et Bornéo ;
- H. l. perlonga (Richmond, 1903) — îles à l'ouest de Sumatra ;
- H. l. longipennis (Rafinesque, 1802) — Java, Bali, îles Kangean et Lombok ;
- H. l. wallace (Gould, 1859) — Célèbes, îles Banggai et Sula.

## Alimentation
Il attrape des insectes au vol, comme les autres martinets.

## Comportement
Cet oiseau vit souvent en petit groupe.

## Reproduction
Ce martinet construit un nid très petit qu'il colle à une branche. 

Nid à Bornéo
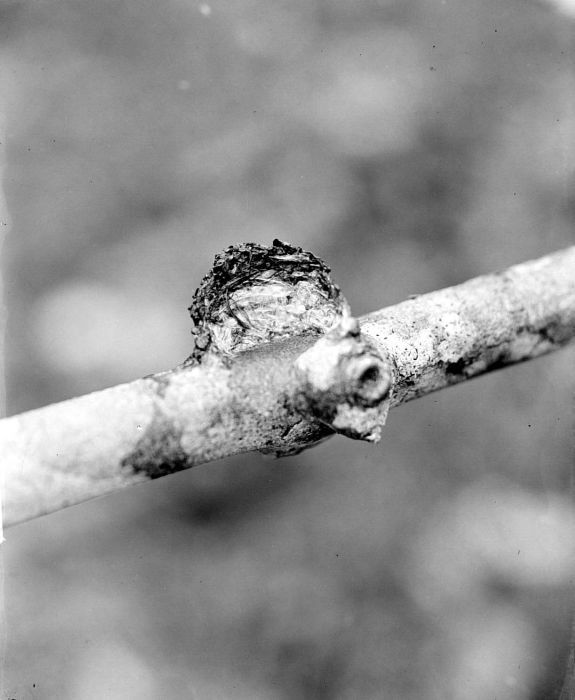
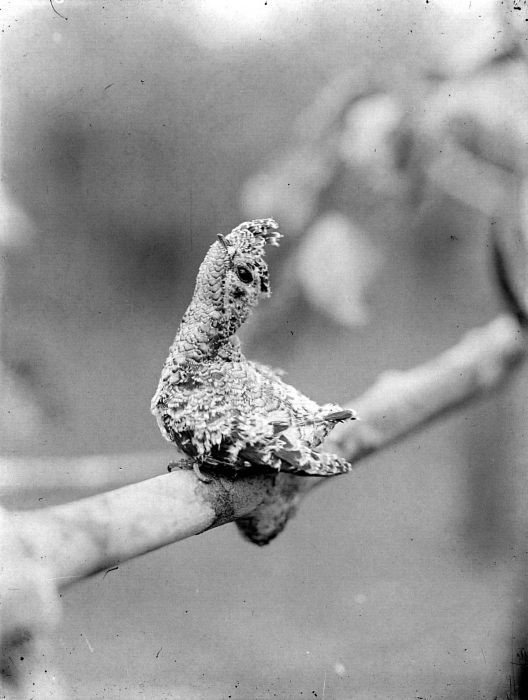

La femelle n'y dépose qu'un œuf. Les parents se relaient pour couver le nid. Les couples nicheurs défendent agressivement leur territoire.